# Christine Gudorf
Christine E. Gudorf (* 1949 in Louisville, Kentucky) ist eine US-amerikanische römisch-katholische Theologin.

## Leben
Gudorf studierte römisch-katholische Theologie an der Indiana University, wo sie 1971 ihren Bachelor erreichte. An der Columbia University erwarb sie den Master und Doktor der Theologie. Nach ihrem Studium unterrichtete sie an der Xavier University of Cincinnati. Sie wechselte 1993 als Hochschullehrerin an die Florida International University. Sie trat 2015 in den Ruhestand.
1984 unterzeichnete sie die Kampagne A Catholic Statement on Pluralism and Abortion, die in der Zeitung New York Times erschien.
Gudorf ist seit 1968 verheiratet und hat zwei Kinder.

## Werke (Auswahl)
- Catholic Social Teaching on Liberation Themes. University Press of America, Washington D.C., 1980.
- mit B. Andolsen und M. Pellauer: Women's Consciousness, Women's Conscience: A Reader in Feminist Ethics. Seabury, Winston 1985; pbk, Harper und Row, 1987.
- mit R. Stivers und R. und A. Evans: Christian Ethics: A Case Method Approach. Orbis, 1989.
- Victimization: Examining Christian Complicity. Trinity Press International, 1992.
- Body, Sex and Pleasure: Reconstructing Christian Sexual Ethics, Pilgrim Press, 1994, ISBN 0829810145
- mit Regina Wolfe: Ethics in World Religions: A Cross-Cultural Casebook. Orbis, April 1999.
- mit James Huchingson: Boundaries: Cases in Environmental Ethics. Georgetown University Press, 2002.